# Constantin Brodzki

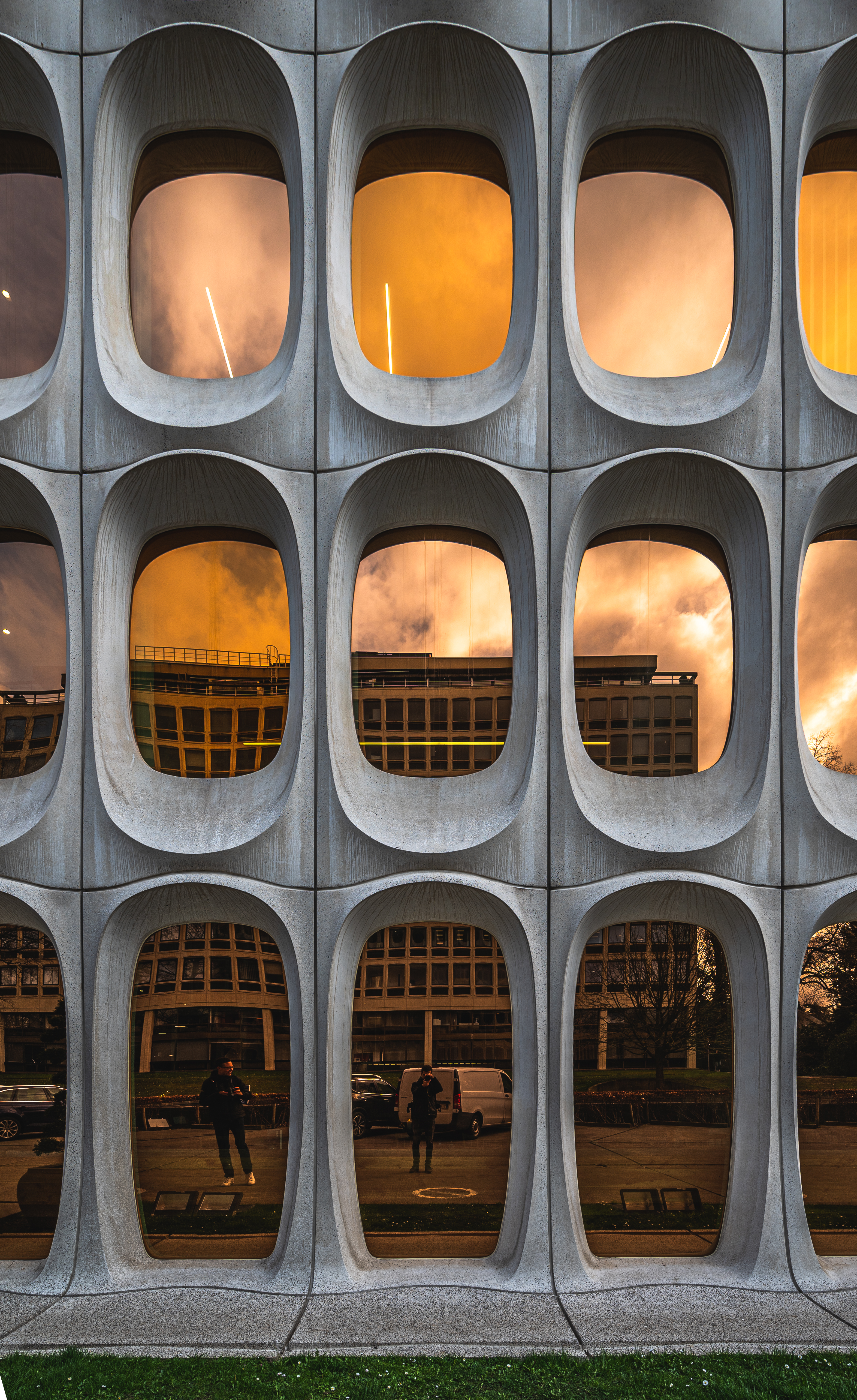
CBR Bürogebäude (Detail Fassade)

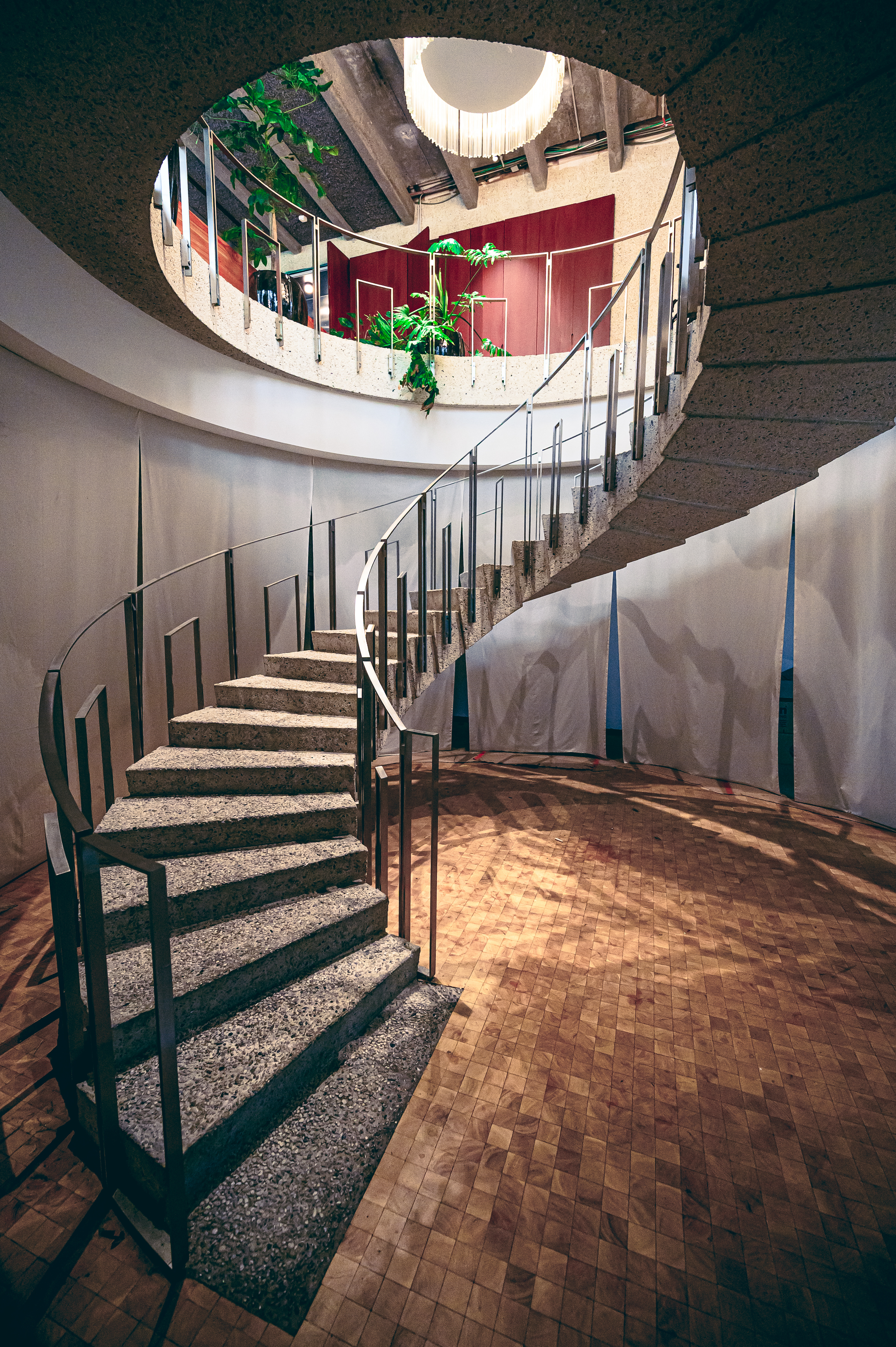
CBR Bürogebäude (Detail Treppenhaus)

Constantin Brodzki (* 26. Oktober 1924 in Rom; † 29. März 2021 in Brüssel) war ein belgischer Architekt. Er galt als einer der bekanntesten Architekten der Moderne in Belgien, insbesondere des Brutalismus.

## Leben
Brodzki stammte aus einer polnisch-belgischen Familie, wurde in Rom geboren, wuchs in Finnland auf und kam 1938 mit seinen Eltern nach Belgien. Er studierte an der École nationale supérieure des arts visuels de La Cambre, bekannt als La Cambre, in Brüssel. Er war nach seinem Studium 1949 in den USA sowie bei Oscar Niemeyer in Brasilien tätig.
1958 erhielt er den Auftrag für den Flora- und Faunapavillon von Belgisch-Kongo für die Weltausstellung Expo 58 in Brüssel. Bekannt wurde er 1970 mit dem CBR-Bürogebäude in Watermael-Boitsfort. Weitere bekannte Gebäude sind das 2006 abgerissene Kinomuseum CINEMATEK in Brüssel und das Musée lapidaire in Gaume.